# Lalla Ward
Lalla Ward Dawkins, nata Sarah Jill Ward (Londra, 28 giugno 1951), è un'attrice inglese.
È nota principalmente per aver interpretato il ruolo di Romana (Romanadvoratrelundar), la signora del tempo compagna di viaggio del Quarto Dottore nella serie televisiva britannica Doctor Who dal 1979 al 1981. 
Ward è stata sposata con il biologo Richard Dawkins.

## Biografia
Nata a Londra, la Ward discende da una famiglia nobile: suo padre era infatti Edward Ward, settimo Visconte Bangor e sua madre era la quarta moglie del visconte, Marjorie Alice Banks. Suo padre fu corrispondente della BBC in Finlandia durante la seconda guerra mondiale e sua madre era una sceneggiatrice di docufiction. Inoltre, lei è pronipote della scienziata e illustratrice Mary Ward, ricordata per essere stata la prima vittima di un incidente stradale.
Allieva della Central School of Speech and Drama, la Ward cominciò a recitare negli anni settanta e dopo essere apparsa in alcune pellicole cinematografiche e alcune serie tv, nel 1979 interpretò il ruolo della principessa Astra in Doctor Who. Nello stesso anno venne scelta per sostituire l'attrice Mary Tamm nel ruolo della Signora del Tempo Romana, secondo alcuni proprio dietro suggerimento della Tamm. La Ward interpretò il personaggio per una stagione e mezza e durante le riprese intrecciò una relazione sentimentale con l'attore Tom Baker, con il quale si sposò nel 1980. Il matrimonio tuttavia durò appena sedici mesi, poi i due divorziarono e nel 1992 la Ward si risposò in seconde nozze con il biologo e scrittore Richard Dawkins, presentatole dall'amico Douglas Adams. I due si sono separati nel 2016 dopo ventiquattro anni di matrimonio.
Nel 1987 le venne intitolato un asteroide, l'8347 Lallaward.

## Filmografia

### Cinema
- La regina dei vampiri (Vampire Circus), regia di Robert Young (1972)
- Operazione su vasta scala (England Made Me), regia di Peter Duffell (1973)
- Matushka, regia di John Lind (1973)
- Got It Made, regia di James Kenelm Clarke (1974)
- Operazione Rosebud (Rosebud), regia di Otto Preminger (1975)
- Il principe e il povero (The Prince and the Pauper), regia di Richard Fleischer (1977)

### Televisione
- Dr. Finlay's Casebook - serie TV, episodio 7x01 (1969)
- Palazzo di giustizia (Crime of Passion) - serie TV, episodio 3x05 (1972)
- Shelley - film TV, regia di Alan Bridges (1972)
- Armchair Theatre - serie TV, episodio 14x04 (1972)
- The Upper Crusts - serie TV, 6 episodi (1973)
- Gli invincibili (The Protectors) – serie TV, episodio 2x02 (1973)
- Van der Valk - serie TV, episodio 2x07 (1973)
- Ten from the Twenties - serie TV, episodio 1x02 (1975)
- Quiller - serie TV, episodio 1x12 (1975)
- Centre Play - serie TV, episodi 3x02-03 (1975)
- The Ash Tree - cortometraggio, regia di Lawrence Gordon Clark (1975)
- The Puritan Experience: Making of a New World - cortometraggio, regia di Richard Marquand (1975)
- Leap in the Dark - serie TV, episodio 3x02 (1977)
- Jubilee - serie TV, episodio 1x01 (1977)
- Who Pays the Ferryman? - mini serie TV, episodio 1x02 (1977)
- La duchessa di Duke Street (The Duchess of Duke Street) - serie TV, 6 episodi (1977)
- Hazell - serie TV, episodio 1x05 (1978)
- I Professionals (The Professionals) - serie TV, episodio 1x09 (1978)
- Amleto (Hamlet, Prince of Denmark) - film TV, regia di Rodney Bennett (1980)
- Doctor Who - serie TV, 6 episodi / 40 episodi (1979-1981)
- Schoolgirl Chums - film TV, regia di Ian Keill (1982)
- Riviera - film TV, regia di John Frankenheimer (come Alan Smithee) (1987)
- Doctor Who: Shada - mini serie TV, 6 episodi (1992)
- Doctor Who: Dimentions in Time - cortometraggio TV, regia di Stuart McDonald (1993)
- Doctor Who: Shada - mini serie TV, 6 episodi (2003)
- The Five(ish) Doctors Reboot - cortometraggio TV, regia di Peter Davison (2013)
- Doctor Who and the Shada Man - film TV animazione, regia di Ian Levine (2013)
- Ladies of Science: the Extraordinary Story of Mary Rosse and Mary Ward - documentario, regia di Alessandra Usai (2015)
- Doctor Who: Shada - film TV, regia di Charles Norton (2017)